# 菊地英二
菊地 英二（きくち えいじ、1967年6月6日 - ）は、日本のドラマー。東京都八王子市出身。血液型はO型。既婚。

## 来歴
- 1986年桐朋高等学校卒業。
- 中央大学理工学部精密機械工学科卒業。
- 1986年12月、実の兄である菊地英昭と共にKILLER MAYのドラマーとしてメジャーデビュー。1989年3月解散。
- 1992年5月、THE YELLOW MONKEYのメンバーとして、またも兄と共に二度目のメジャーデビュー。2004年7月解散。
- 現在はレナード衛藤とのライブセッションや吉川晃司、河村隆一、Tamaらのライブサポートを行っている。
- 2008年にSEX MACHINEGUNSのAnchang(Vo,G)、元SIAM SHADEのNATCHIN(B)と3人でBIG BITESを結成。THE YELLOW MONKEY以来のステージネーム、「ANNIE」名義で再び活動する。
- 2016年1月8日、THE YELLOW MONKEY再集結に参加。

## 人物
- 兄と共にエアロスミスに憧れていた。
- ドラムを始めるきっかけとなったのは高橋幸宏。その後、CozyPowellと初期のIRON MAIDENにハートを鷲掴みにされ、本格的にドラムに打ち込むようになる。他に、ジョーイ・クレイマーのスタイルにも影響を受けている[1][2]。
- 愛称の「アニー」は、ファミレスの「アニーズ」から[1]。
- 1999年に当時、秋田放送アナウンサーだった太田真希と結婚。

## 出演

### テレビ
- 関ジャニの仕分け∞（テレビ朝日）出演

### 映画
- Trancemission（1999年8月2日公開） - 警部 役